# Kotojärvi (sjö i Itis, Kymmenedalen)
Kotojärvi är en sjö i kommunen Itis i landskapet Kymmenedalen i Finland. Sjön ligger 75,6 meter över havet. Arean är 1,06 kvadratkilometer och strandlinjen är 9,22 kilometer lång. Sjön  ingår i Kymmene älvs huvudavrinningsområde.   Den ligger omkring 70 km nordväst om Kotka och omkring 110 km nordöst om Helsingfors. 